# Danh sách đĩa nhạc của Ailee
Ca sĩ người Mỹ gốc Hàn Ailee đã phát hành 2 album phòng thu, 6 đĩa mở rộng và 21 đĩa đơn. Cô cũng đã xuất hiện trong các bài hát của một số nghệ sĩ khác, cũng như thể hiện nhiều bài hát nhạc phim.

## Album

### Album phòng thu
| Tên                                                                                      | Thông tin chi tiết                                                                             | Thứ hạng cao nhất | Thứ hạng cao nhất | Thứ hạng cao nhất | Doanh số     |
| Tên                                                                                      | Thông tin chi tiết                                                                             | HQ                | NB                | Mỹ World          | Doanh số     |
| ---------------------------------------------------------------------------------------- | ---------------------------------------------------------------------------------------------- | ----------------- | ----------------- | ----------------- | ------------ |
| Vivid                                                                                    | - Ngày phát hành: 1 tháng 10 năm 2015 - Hãng đĩa: YMC Entertainment - Định dạng: CD, tải về    | 7                 | —                 | 6                 | - HQ: 5.400+ |
| Butterfly                                                                                | - Ngày phát hành: 2 tháng 7 năm 2019 - Hãng đĩa: Dream T Entertainment - Định dạng: CD, tải về | 32                | —                 | 13                | - HQ: 2.580+ |
| "—" cho biết album không lọt vào bảng xếp hạng hoặc không được phát hành ở khu vực này.. |                                                                                                |                   |                   |                   |              |

## Đĩa mở rộng
| Tên                                                                                      | Thông tin chi tiết                                                                              | Thứ hạng cao nhất | Thứ hạng cao nhất | Thứ hạng cao nhất | Doanh số      |
| Tên                                                                                      | Thông tin chi tiết                                                                              | HQ                | NB                | Mỹ World          | Doanh số      |
| ---------------------------------------------------------------------------------------- | ----------------------------------------------------------------------------------------------- | ----------------- | ----------------- | ----------------- | ------------- |
| Invitation                                                                               | - Ngày phát hành: 16 tháng 10 năm 2012 - Hãng đĩa: YMC Entertainment - Định dạng: CD, tải về    | 10                | —                 | —                 | - HQ: 10.555+ |
| A's Doll House                                                                           | - Ngày phát hành: 12 tháng 7 năm 2013 - Hãng đĩa: YMC Entertainment - Định dạng: CD, tải về     | 6                 | —                 | —                 | - HQ: 9.220+  |
| Magazine                                                                                 | - Ngày phát hành: 25 tháng 9 năm 2014 - Hãng đĩa: YMC Entertainment - Định dạng: CD, tải về     | 6                 | —                 | 10                | - HQ: 6.251+  |
| A New Empire                                                                             | - Ngày phát hành: 5 tháng 10 năm 2016 - Hãng đĩa: YMC Entertainment - Định dạng: CD, tải về     | 10                | —                 | 9                 | - HQ: 2.478+  |
| I'm                                                                                      | - Ngày phát hành: 6 tháng 10 năm 2020 - Hãng đĩa: Rocket3 Entertainment - Định dạng: CD, tải về | 45                | —                 | —                 | - HQ: 1.491+  |
| Lovin'                                                                                   | - Ngày phát hành: 7 tháng 5 năm 2021 - Hãng đĩa: Rocket3 Entertainment - Định dạng: CD, tải về  | 91                | —                 | —                 | TBA           |
| "—" cho biết album không lọt vào bảng xếp hạng hoặc không được phát hành ở khu vực này.. |                                                                                                 |                   |                   |                   |               |

## Đĩa đơn

### Với tư cách ca sĩ chính
| Tên                                                                                        | Năm       | Thứ hạng cao nhất | Thứ hạng cao nhất | Thứ hạng cao nhất | Thứ hạng cao nhất | Doanh số              | Album                              |           |
| Tên                                                                                        | Năm       | HQ                | KOR Hot.          | NB                | NB Hot            | Doanh số              | Album                              |           |
| Tiếng Hàn                                                                                  | Tiếng Hàn | Tiếng Hàn         | Tiếng Hàn         | Tiếng Hàn         | Tiếng Hàn         | Tiếng Hàn             | Tiếng Hàn                          | Tiếng Hàn |
| ------------------------------------------------------------------------------------------ | --------- | ----------------- | ----------------- | ----------------- | ----------------- | --------------------- | ---------------------------------- | --------- |
| "Heaven"                                                                                   | 2012      | 3                 | 3                 | —                 | —                 | - HQ (DL): 3.227.917+ | Invitation                         |           |
| "I Will Show You" (보여줄게)                                                               | 2012      | 3                 | 2                 | —                 | —                 | - HQ (DL): 2.500.000+ | Invitation                         |           |
| "Evening Sky" (저녁 하늘)                                                                  | 2012      | 31                | —                 | —                 | —                 | - HQ (DL): 136.787+   | Invitation                         |           |
| "Scent of a Woman" (여인의 향기)                                                           | 2013      | 30                | —                 | —                 | —                 | - HQ (DL): 145.254+   | Strawberry Extreme Festival Part 1 |           |
| "U&I" (유앤아이)                                                                           | 2013      | 1                 | 1                 | —                 | —                 | - HQ (DL): 1.487.770+ | A's Doll House                     |           |
| "No No No" (노노노)                                                                        | 2013      | 21                | —                 | —                 | —                 | - HQ (DL): 188.901+   | A's Doll House                     |           |
| "Rainy Day"                                                                                | 2013      | 31                | —                 | —                 | —                 | - HQ (DL): 135.540+   | A's Doll House                     |           |
| "Singing Got Better" (노래가 늘었어)                                                       | 2014      | 1                 | 3                 | —                 | —                 | - HQ (DL): 1.466.295+ | Đĩa đơn không nằm trong album      |           |
| "Don't Touch Me" (손대지마)                                                                | 2014      | 2                 | —                 | —                 | —                 | - HQ (DL): 1.298.479+ | Magazine                           |           |
| "Sudden Illness" (문득병)                                                                  | 2014      | 69                | —                 | —                 | —                 | - HQ (DL): 61.291+    | Magazine                           |           |
| "Goodbye Now" (이제는 안녕)                                                                | 2014      | 77                | —                 | —                 | —                 | - HQ (DL): 52.686+    | Magazine                           |           |
| "Johnny" (쟈니)                                                                            | 2015      | 9                 | —                 | —                 | —                 | - HQ (DL): 205.271+   | Đĩa đơn không nằm trong album      |           |
| "Mind Your Own Business" (너나 잘해)                                                       | 2015      | 6                 | —                 | —                 | —                 | - HQ (DL): 722.869+   | Vivid                              |           |
| "If You"                                                                                   | 2016      | 1                 | —                 | —                 | —                 | - HQ (DL): 879.640+   | A New Empire                       |           |
| "Home" (feat. Yoon Mi-rae)                                                                 | 2016      | 20                | —                 | —                 | —                 | - HQ (DL): 156.625+   | A New Empire                       |           |
| "Reminiscing" (낡은 그리움)                                                                | 2017      | 30                | —                 | —                 | —                 | - HQ (DL): 52.280+    | Đĩa đơn không nằm trong album      |           |
| "Room Shaker"                                                                              | 2019      | 54                | 49                | —                 | —                 | —                     | Butterfly                          |           |
| "Sweater"                                                                                  | 2019      | —                 | —                 | —                 | —                 | —                     | Đĩa đơn không nằm trong album      |           |
| "Farewell Story Live Ver." (이별이야기) (với Jung Seung-hwan)                              | 2020      | 191               | —                 | —                 | —                 | —                     | Đĩa đơn không nằm trong album      |           |
| "3rd Hangang River Bridge Live Ver." (제3한강교)                                           | 2020      | —                 | —                 | —                 | —                 | —                     | Đĩa đơn không nằm trong album      |           |
| "What About You"(묻지마) (với Ravi)                                                        | 2020      | —                 | —                 | —                 | —                 | —                     | Đĩa đơn không nằm trong album      |           |
| "When We Were In Love" (우리 사랑한 동안)                                                  | 2020      | 88                | 28                | —                 | —                 | —                     | I'm                                |           |
| "Silent Night"                                                                             | 2020      | —                 | —                 | —                 | —                 | —                     | Đĩa đơn không nằm trong album      |           |
| "Sweater (Orchestral Version)"                                                             | 2020      | —                 | —                 | —                 | —                 | —                     | Đĩa đơn không nằm trong album      |           |
| "Make Up Your Mind"                                                                        | 2021      | 139               | —                 | —                 | —                 | —                     | Lovin'                             |           |
| "Spring Flowers" (봄꽃)                                                                    | 2021      | —                 | —                 | —                 | —                 | —                     | Lovin'                             |           |
| "Starting Now" (깨어나)                                                                    | 2021      | —                 | —                 | —                 | —                 | —                     | Đĩa đơn không nằm trong album      |           |
| Tiếng Nhật                                                                                 |           |                   |                   |                   |                   |                       |                                    |           |
| "Heaven"                                                                                   | 2013      | —                 | —                 | 24                | 38                | —                     | Đĩa đơn không nằm trong album      |           |
| "U&I"                                                                                      | 2014      | —                 | —                 | 110               | —                 | —                     | Đĩa đơn không nằm trong album      |           |
| "Sakura"                                                                                   | 2015      | —                 | —                 | —                 | —                 | —                     | Đĩa đơn không nằm trong album      |           |
| Tiếng Anh                                                                                  |           |                   |                   |                   |                   |                       |                                    |           |
| "Shoe Game"                                                                                | 2010      | —                 | —                 | —                 | —                 | —                     | Đĩa đơn không nằm trong album      |           |
| "Fall Back" (as A.Leean)                                                                   | 2017      | —                 | —                 | —                 | —                 | —                     | Đĩa đơn không nằm trong album      |           |
| "Sweater"                                                                                  | 2019      | —                 | —                 | —                 | —                 | —                     | Đĩa đơn không nằm trong album      |           |
| "—" cho biết bài hát không lọt vào bảng xếp hạng hoặc không được phát hành ở khu vực này.. |           |                   |                   |                   |                   |                       |                                    |           |

### Với tư cách ca sĩ khách mời
| Tên                                                                                        | Năm  | Thứ hạng cao nhất | Doanh số         | Album                               |
| Tên                                                                                        | Năm  | HQ                | Doanh số         | Album                               |
| ------------------------------------------------------------------------------------------ | ---- | ----------------- | ---------------- | ----------------------------------- |
| "The Guys Are Coming" (놈들이 온다) (với Wheesung)                                         | 2011 | 7                 | - HQ: 1.122.843  | He is Coming                        |
| "Love Again" (với 2BiC)                                                                    | 2012 | 19                | - HQ: 703.735    | Hu+Man                              |
| "Highlight" (với Eru)                                                                      | 2012 | —                 | —                | Feel Brand New Part 2               |
| "I Forgot You" (với Joosuc)                                                                | 2012 | 56                | - HQ: 151.546    | 5 Point 5                           |
| "Shower of Tears" (눈물샤워) (với Baechigi)                                                | 2013 | 1                 | - HQ: 1.880.676+ | BaeChiGi - Vol. 4 Part.2            |
| "If it Ain't Love" (이게 사랑이 아니면) (với Verbal Jint)                                  | 2013 | 7                 | - HQ: 923.610+   | If it Ain't Love                    |
| "Wash Away" (với Geeks)                                                                    | 2013 | 4                 | - HQ: 998.423+   | Backpack                            |
| "Go Away" (với Maboos, Chakun, Feeldog)                                                    | 2013 | 40                | - HQ: 72.313+    | Deux 20th Anniversary Tribute Album |
| "Higher" (với Yiruma)                                                                      | 2013 | 5                 | - HQ: 352.791+   | Đĩa đơn không nằm trong album       |
| "Love Hurts" (더 사랑하는 쪽이 아프다) (với Pro C)                                         | 2014 | 45                | - HQ: 68.973+    | Đĩa đơn không nằm trong album       |
| "Beautiful" (với 2000 Won)                                                                 | 2014 | 25                | - HQ: 104.079+   | Đĩa đơn không nằm trong album       |
| "Almost Paradise" (với Eric Benét)                                                         | 2014 | —                 | —                | From E to U: Volume 1               |
| "I'm in love" (아임 인 러브) (với 2LSON)                                                   | 2014 | 3                 | - HQ: 651.810+   | Đĩa đơn không nằm trong album       |
| "A Real Man" (với Swings)                                                                  | 2014 | 4                 | - HQ: 565.165+   | Đĩa đơn không nằm trong album       |
| "Baby, It's Cold Outside" (với Sung Si-kyung)                                              | 2014 | —                 | —                | Winter Wonderland                   |
| "Like Nobody Knows" (아무도 모르게) (với Cheetah)                                          | 2015 | 4                 | - HQ: 691.246+   | Unpretty Rapstar Compilation        |
| "Q&A" (với S.Coups, Woozi, & Vernon of Seventeen)                                          | 2015 | 58                | - HQ: 78.463+    | Đĩa đơn không nằm trong album       |
| "Loyalty" (với Dok2 and Groovy Room)                                                       | 2016 | —                 | —                | Đĩa đơn không nằm trong album       |
| "Kiss" (với Wheesung)                                                                      | 2016 | —                 | —                | Transformation                      |
| "BAMDEELALILA" (밤디라리라) (với Clon)                                                     | 2017 | —                 | —                | Clon - 20th Anniversary             |
| "Shine" (với Jeong Dong-hwan of MeloMance)                                                 | 2018 | —                 | —                | Đĩa đơn không nằm trong album       |
| "Thirst" (갈증) (với Mad Clown)                                                            | 2018 | —                 | —                | Đĩa đơn không nằm trong album       |
| "Fly Away" (với Shin Seung-hun)                                                            | 2018 | 54                | —                | Đĩa đơn không nằm trong album       |
| "Jealousy" (질투나) (với Gummy)                                                            | 2018 | 70                | —                | Đĩa đơn không nằm trong album       |
| "Sea of Love" (với Fly to the Sky)                                                         | 2019 | —                 | —                | Fly High                            |
| "—" cho biết bài hát không lọt vào bảng xếp hạng hoặc không được phát hành ở khu vực này.. |      |                   |                  |                                     |

## Đĩa đơn quảng bá
| Tên | Năm  | Thứ hạng cao nhất | Doanh số       | Album                                                    |
| Tên | Năm  | HQ                | Doanh số       | Album                                                    |
| --- | ---- | ----------------- | -------------- | -------------------------------------------------------- |
| "My Grown Up Christmas List"                                                                           | 2012 | 20                | - HQ: 170.558+ | Hitman Project #1: A Tribute To The Hitman, David Foster |
| "Fighting spirit" (투혼가)                                                                             | 2014 | —                 | —              | Red Devil 5th `We Are The Reds`                          |
| "Together as One" (với nhiều nghệ sĩ)                                                                  | 2016 | —                 | —              | Hooxi, The Beginning                                     |
| "Shangnoksu 2020" (상록수 2020) (với nhiều nghệ sĩ)                                                    | 2020 | —                 | —              | Đĩa đơn không nằm trong album                            |
| "ME ME WE" (나 너 우리) (với Ravi, Newkidd feat. Aizat Amdan, Chillies, PAAM, Quest, Rahmania Astrini) | 2020 | —                 | —              | Đĩa đơn không nằm trong album                            |
| "—" cho biết bài hát không lọt vào bảng xếp hạng hoặc không được phát hành ở khu vực này..             |      |                   |                |                                                          |

## Bài hát nhạc phim
| Tên                                                                                        | Năm  | Thứ hạng cao nhất | Doanh số              | Album                                  |
| Tên                                                                                        | Năm  | HQ                | Doanh số              | Album                                  |
| ------------------------------------------------------------------------------------------ | ---- | ----------------- | --------------------- | -------------------------------------- |
| "Racing Queen" (với Mighty Mouth)                                                          | 2011 | 81                | —                     | Racing Queen 2 OST                     |
| "Superstar" (với Hyolyn & Jiyeon)                                                          | 2012 | 11                | - HQ (DL): 793.030    | Dream High 2 OST                       |
| "Love Note" (사랑 첫 느낌)                                                                 | 2012 | 28                | - HQ (DL): 158.293+   | Full House Take 2 OST                  |
| "Ice Flower" (얼음꽃)                                                                      | 2013 | 8                 | - HQ (DL): 757.116+   | King of Ambition OST Part 2            |
| "Tears Stole the Heart" (눈물이 맘을 훔쳐서)                                               | 2013 | 4                 | - HQ (DL): 1.001.916+ | Secret Love OST Part 5                 |
| "Day by Day" (하루하루)                                                                    | 2014 | 19                | - HQ (DL): 303.482+   | Triangle OST                           |
| "Goodbye My Love" (잠시 안녕처럼)                                                          | 2014 | 12                | - HQ (DL): 478.914+   | You Are My Destiny OST                 |
| "Are You The Same" (그대도 같은가요)                                                       | 2015 | 15                | - HQ (DL): 281.183+   | Shine or Go Crazy OST                  |
| "Because It's Love" (사랑이니까)                                                           | 2016 | 56                | —                     | Come Back Mister OST                   |
| "I Can't Live Without You" (니가 있어야 살아) (feat. Truedy)                               | 2016 | 96                | —                     | Entertainer OST                        |
| "I Will Go to You Like the First Snow" (첫눈처럼 너에게 가겠다)                            | 2017 | 1                 | - HQ (DL): 5.000.000+ | Guardian: The Lonely and Great God OST |
| "Rewrite..If I Can" (다시 쓰고 싶어)                                                       | 2018 | 32                | —                     | Flower Ever After OST                  |
| "Blue Spring" (파란 봄)                                                                    | 2018 | —                 | —                     | Dunia: Into a New World OST            |
| "Is You"                                                                                   | 2018 | 63                | —                     | Memories of the Alhambra OST           |
| "The Poem of Destiny" (운명의 시)                                                          | 2019 | —                 | —                     | Arthdal Chronicles OST                 |
| "Just Look for You" (그저 바라본다)                                                        | 2019 | 85                | —                     | Chocolate OST                          |
| "Blue Bird"                                                                                | 2020 | —                 | —                     | Start-Up OST                           |
| "In Memory" (기억 속으로)                                                                  | 2021 | —                 | —                     | A Way Station OST                      |
| "My Last Love (In Paradisum)"                                                              | 2021 | —                 | —                     | Sisyphus: The Myth OST Part 3          |
| "Believe"                                                                                  | 2021 | —                 | —                     | PlayerUnknown's Battlegrounds OST      |
| "Breaking Down"                                                                            | 2021 | 134               | - HQ (DL): 2.862.068+ | Doom at Your Service OST               |
| "—" cho biết bài hát không lọt vào bảng xếp hạng hoặc không được phát hành ở khu vực này.. |      |                   |                       |                                        |

## Bài hát trong các album tuyển tập
| Tên                                                                                        | Năm  | Thứ hạng cao nhất | Doanh số                                                   | Album                                                                           |
| Tên                                                                                        | Năm  | HQ                | Doanh số                                                   | Album                                                                           |
| ------------------------------------------------------------------------------------------ | ---- | ----------------- | ---------------------------------------------------------- | ------------------------------------------------------------------------------- |
| "Light and Shadow" (빛과 그림자)                                                           | 2012 | —                 | —                                                          | Immortal Songs: Singing the Legend (Patty Kim Vol. 1)                           |
| "Spring Rain" (봄비)                                                                       | 2012 | —                 | Immortal Songs: Singing the Legend (Lee Eunha)             |                                                                                 |
| "Besame Mucho" (베사메무쵸)                                                                | 2012 | —                 | Immortal Songs: Singing the Legend (Hyunin)                |                                                                                 |
| "My Second Home " (제2의 고향)                                                             | 2012 | —                 | Immortal Songs: Singing the Legend (Yoon Soo-il)           |                                                                                 |
| "Lonely Lover" (고독한 연인)                                                               | 2012 | —                 | Immortal Songs: Singing the Legend (Lee Gun-woo)           |                                                                                 |
| "What Do I Do " (나 어떡해)                                                                | 2012 | —                 | Immortal Songs: Singing the Legend (Legendary Campus Band) |                                                                                 |
| "Don't Leave Me" (날 떠나지마)                                                             | 2012 | 31                | - HQ (DL): 153.958+                                        | Immortal Songs: Singing the Legend (Park Jinyoung 2nd)                          |
| "What am I Supposed to Do?" (나는 어떡하라구)                                              | 2012 | —                 | —                                                          | Immortal Songs: Singing the Legend (Yoon Hang-ki & Yoon Bok-hee)                |
| "Busy" (통화중)                                                                            | 2012 | —                 | —                                                          | Immortal Songs: Singing the Legend (Fire Engine Edition)                        |
| "Like a Night on Saturday" (토요일은 밤이 좋아)                                            | 2012 | —                 | —                                                          | Immortal Songs: Singing the Legend (Composer Lee Hojun)                         |
| "Morning Dew" (아침이슬)                                                                   | 2012 | —                 | —                                                          | Immortal Songs: Singing the Legend (Yang Hee-eun Part. 2)                       |
| "Ties" (인연)                                                                              | 2012 | 30                | - HQ (DL): 175.233+                                        | Immortal Songs: Singing the Legend (Yoon Il-sang)                               |
| "I Hate Hatred" (싫다 싫어)                                                                | 2012 | —                 | —                                                          | Immortal Songs: Singing the Legend (Hyun Cheol)                                 |
| "3! 4!" (với Shin Bo-ra)                                                                   | 2012 | 30                | - HQ (DL): 166.866+                                        | Immortal Songs: Singing the Legend (Summer Song of Top 10 Songs)                |
| "Night's Dream" (하룻밤의 꿈)                                                              | 2012 | —                 | —                                                          | Immortal Songs: Singing the Legend (Lee Sang-woo & Lee Sang-eun)                |
| "Rose" (장미)                                                                              | 2012 | —                 | —                                                          | Immortal Songs: Singing the Legend (Lee Jang-hee Part. 1)                       |
| "My Heart Towards You" (너를 향한 마음)                                                    | 2012 | —                 | —                                                          | Immortal Songs: Singing the Legend (Lee Sung-hwan)                              |
| "Dance within the Rhythm" (리듬 속의 그 춤을)                                              | 2012 | —                 | —                                                          | Immortal Songs: Singing the Legend (Shin Joong-Hyeon, Part 1) (Wang Joong Wang) |
| "My Dear" (님아) (với Bae Chi-gi)                                                          | 2013 | —                 | —                                                          | Immortal Songs: Singing the Legend (Pearl Sisters Version)                      |
| "Hey, Hui" (희야)                                                                          | 2013 | —                 | —                                                          | Immortal Songs: Singing the Legend (Lee Seung-chul)                             |
| "Empty Glass" (빈 잔)                                                                      | 2013 | 67                | - HQ (DL): 38.420+                                         | Immortal Songs: Singing the Legend (Namjin Part 1)                              |
| "You Reflected in a Smile" (미소 속에 비친 그대)                                           | 2014 | —                 | —                                                          | Immortal Songs: Singing the Legend (The Rival Special Edition 1)                |
| "It's Not Love if it Hurts Too Much" (너무 아픈 사랑은 사랑이 아니었음을)                  | 2014 | —                 | —                                                          | Immortal Songs: Singing the Legend (Edited by Kim Kwang-Seok)                   |
| "Green Wood" (희나리) (với Lee Ji-hoon)                                                    | 2014 | —                 | —                                                          | Immortal Songs: Singing the Legend (Happy Together)                             |
| "Let's Go on a Trip" (여행을 떠나요) (với Shin Bo-ra)                                      | 2014 | —                 | —                                                          | Immortal Songs: Singing the Legend (Summer Special Vol. 1)                      |
| "Everyone" (여러분)                                                                        | 2014 | 72                | - HQ (DL): 29.460+                                         | Immortal Songs: Singing the Legend (Edited by Bok-Hee Yoon)                     |
| "Cocktail Love" (칵테일 사랑)                                                              | 2014 | —                 | —                                                          | Immortal Songs: Singing the Legend (Million Seller Special Part. 1)             |
| "Ambiguous" (아리송해)                                                                     | 2015 | —                 | —                                                          | Immortal Songs: Singing the Legend (The King of Kings' Show, Shosho Show 1)     |
| "Don't Say Words that Hurt" (이젠 가슴 아픈 말 하지 말아요)                                | 2015 | —                 | —                                                          | Immortal Songs: Singing the Legend (Songwriter Kim Jeong-tak)                   |
| "That Woman" (그 여자) (feat. Wheesung)                                                    | 2015 | —                 | —                                                          | Immortal Songs: Singing the Legend (Edited by Kim Kwang-Seok)                   |
| "I Will Survive" (아리송해) (với Solar, Luna & Eunji)                                      | 2015 | —                 | —                                                          | 2015 Gayo Daejeon Limited Edition                                               |
| "I will show you" (보여줄게) (feat. HEDY, Kim Sae-ha & Park Hyejin)                        | 2016 | —                 | —                                                          | Fantastic Duo Part.4                                                            |
| "heaven" (feat. HEDY)                                                                      | 2016 | —                 | —                                                          | Fantastic Duo Part.5                                                            |
| "Don't Forget Me" (나를 잊지 말아요)                                                       | 2016 | —                 | —                                                          | Immortal Songs: Singing the Legend (Composer Jeon Youngrok)                     |
| "Letter" (편지)                                                                            | 2017 | —                 | —                                                          | Immortal Songs: Singing the Legend (Edited by Kwangjin Kim)                     |
| "I Have a Lover" (애인... 있어요)                                                          | 2017 | —                 | —                                                          | Immortal Songs: Singing the Legend (Composer Yoon Il-sang)                      |
| "Fly Away" (feat. Shin Seung-hun)                                                          | 2018 | 54                | —                                                          | The Call first project                                                          |
| "Fall Away" (feat. Kim Bum-soo)                                                            | 2018 | —                 | —                                                          | The Call 2nd Project                                                            |
| "Jealous" (질투나) (feat. Gummy)                                                           | 2018 | 70                | —                                                          | The Call 3rd Project                                                            |
| "Call my name" (feat. Gummy & Jung-in)                                                     | 2018 | —                 | —                                                          | The Call 4th Project                                                            |
| "Remember" (among The Call artists)                                                        | 2018 | —                 | —                                                          | The Call FINAL Project                                                          |
| "Duty Free" (với Bewhy & Taeil)                                                            | 2018 | —                 | —                                                          | The Call FINAL Project                                                          |
| "Don't Cry For Me" (với Sleeq)                                                             | 2020 | —                 | —                                                          | GOOD GIRL Episode 2                                                             |
| "GG" (với Hyoyeon & Jiwoo)                                                                 | 2020 | —                 | —                                                          | GOOD GIRL Episode 4                                                             |
| "Grenade" (với Yunhway)                                                                    | 2020 | —                 | —                                                          | GOOD GIRL FINAL                                                                 |
| "—" cho biết bài hát không lọt vào bảng xếp hạng hoặc không được phát hành ở khu vực này.. |      |                   |                                                            |                                                                                 |

## Bài hát lọt vào bảng xếp hạng khác
| Tên                                                                                        | Năm  | Thứ hạng cao nhất | Album          |
| Tên                                                                                        | Năm  | HQ Gaon           | Album          |
| ------------------------------------------------------------------------------------------ | ---- | ----------------- | -------------- |
| "Into the Storm"                                                                           | 2012 | 49                | Invitation     |
| "My Love"                                                                                  | 2012 | 80                | Invitation     |
| "Shut Up"                                                                                  | 2012 | 87                | Invitation     |
| "Evening Sky"                                                                              | 2012 | 21                | Invitation     |
| "How Could You Do This to Me"                                                              | 2013 | 77                | A's Doll House |
| "Scandal"                                                                                  | 2013 | 91                | A's Doll House |
| "I'll Be Ok"                                                                               | 2013 | 94                | A's Doll House |
| "Crazy"                                                                                    | 2014 | 35                | Magazine       |
| "Insane"                                                                                   | 2015 | 85                | Vivid          |
| "I Love You, I Hate You"                                                                   | 2015 | 87                | Vivid          |
| "Feelin'" (featuring Eric Nam)                                                             | 2016 | —                 | A New Empire   |
| "Tattoo"                                                                                   | 2021 | —                 | Lovin'         |
| "—" cho biết bài hát không lọt vào bảng xếp hạng hoặc không được phát hành ở khu vực này.. |      |                   |                |

## Sự xuất hiện khác
| Tên                                        | Năm  | Nghệ sĩ khác | Album                                           |
| ------------------------------------------ | ---- | ------------ | ----------------------------------------------- |
| "Oran C" (from the Oran C commercial song) | 2014 | —            | Bài hát không nằm trong album                   |
| "Kahit Isang Saglit"                       | 2020 | Troy Laureta | Kaibigan: A Troy Laureta OPM Collective, Vol. 1 |

## Video âm nhạc
| Năm  | Tên                          | Ghi chú                        |
| ---- | ---------------------------- | ------------------------------ |
| 2012 | "Heaven"                     |                                |
| 2012 | "I'll Show You"              |                                |
| 2012 | "Evening Sky"                | Now Is Good OST                |
| 2012 | "Love Note"                  | Full House Take 2 OST          |
| 2012 | "My Grown Up Christmas List" |                                |
| 2013 | "Ice Flower"                 | Queen of Ambition OST          |
| 2013 | "U&I"                        |                                |
| 2013 | "Heaven"                     | Japanese Version               |
| 2014 | "Singing Got Better"         |                                |
| 2014 | "Don't Touch Me"             |                                |
| 2015 | "Sakura"                     | Lyric video                    |
| 2015 | "Mind Your Own Business"     |                                |
| 2015 | "Insane"                     |                                |
| 2016 | "Because It's Love"          | Come Back Mister OST           |
| 2016 | "If You"                     | Starring Lim Na-young of I.O.I |
| 2016 | "Home"                       | Featuring Yoonmirae            |
| 2017 | "Reminiscing"                |                                |
| 2018 | "Rewrite..If I Can"          | Flower Ever After OST          |
| 2018 | "Blue Spring"                | Dunia: Into a New World OST    |
| 2018 | "Is You"                     | Memories of the Alhambra OST   |
| 2019 | "Room Shaker"                |                                |
| 2019 | "The Poem of Destiny"        | Arthdal Chronicles OST         |
| 2019 | "Sweater"                    | Korean Version                 |
| 2019 | "Sweater"                    | English Version                |
| 2020 | "What About You"             | With Ravi; Live Clip           |
| 2020 | "When We Were In Love"       |                                |